# Miloš Stojković
Miloš Stojković (Požarevac, 17 maggio 1987) è un pallavolista serbo.
Gioca nel ruolo di schiacciatore nel Bielsko-Bialskie Towarzystwo Sportowe.